# Judy and The Jerks
Judy and The Jerks és un grup estatunidenc de hardcore punk de Hattiesburg, caracteritzat per un so furiós i incendiari i una cantant amb una personalitat explosiva i carismàtica. Després d'una producció discogràfica frenètica des del començament amb forma de cassets i vinils, el juny de 2022 va realitzar la seua primera gira europea incloent un concert a La Deskomunal de la ciutat de Barcelona.

## Discografia
- 2024: Shitty life split[3]
- 2023: Free violence[4]
- 2022: Music To Go Nuts[5]
- 2022: Live + Hardcore
- 2022: Total Jerks
- 2021: Candy After Dark
- 2021: Live in NWI
- 2019: Bone Spur
- 2019: Friendships Formed in the Pit
- 2019: Music For Donuts[6]
- 2018: Roll On Summer Holidays
- 2017: Yesterday's Trash
- 2017: Three Songs From Us To You
- 2017: Alive At The Skatepark
- 2017: Demo